# Brezovica pri Gradinu
Brezovica pri Gradinu este o localitate din comuna Koper, Slovenia, cu o populație de 41 de locuitori.